# Parc du Petit Prince
 (juin 2024).
Le Parc du Petit Prince est un parc d’attractions à thèmes inspiré de l'œuvre de l'écrivain français Antoine de Saint-Exupéry. Situé à Ungersheim dans la région d’Alsace, plus précisément dans le département du Haut-Rhin, le Parc du Petit Prince est le premier parc aérien au monde.
Il remplace Le Bioscope, fermé depuis le 30 septembre 2012.

## Histoire
De 2006 à 2012 se tenait à la place un ancien parc de loisirs muséographique consacré à l'environnement, le Bioscope.
En septembre 2012, le comité syndical du syndicat mixte lance un appel à projets pour trouver un repreneur.
Avec l'accord d'Olivier d'Agay, directeur de la succession Saint-Exupéry et petit-neveu de ce dernier, les dirigeants d'Aerophile SAS, Jérôme Giacomoni et Matthieu Gobbi, ont l'idée de construire un parc sur le thème du Petit Prince, et remportent ainsi l'appel à projets en 2013.
Le 1er juillet 2014, le parc du Petit Prince, d'une superficie de 24 hectares, ouvre ses portes. Il conserve l'agencement centré sur la simulation d'un crash de météorite et les principaux éléments architecturaux, mais présente de nouveaux décors inspirés de l'œuvre d'Antoine de Saint-Exupéry dont un biplan. La saison se termine avec 90 000 visiteurs.
Pour son deuxième exercice, le site de loisirs enregistre 120 000 entrées et en 2017, il atteint pour la première fois les 200 000 visiteurs.
Le Parc du Petit Prince reprend en 2018 l’hôtel traditionnel alsacien Les Loges, de 40 chambres, ainsi que le restaurant La Taverne. La même année, le Parc réamménage complètement un hectare de son domaine[source secondaire souhaitée] pour créer un espace verdoyant où se trouvent les moutons, les poules, les lapins, les chèvres et les pigeons du parc.
En 2019, la montagne russe Pierre de Tonnerre vient enrichir l’offre d’attractions à sensations du parc.
Pour la saison 2022, le Parc ouvre ses portes avec deux nouveaux spectacles, Interstice, un spectacle immersif qui plonge le visiteur dans l’histoire du Petit Prince, et Planète des Animaux, un spectacle autour des animaux emblématiques du conte. Dans le même temps, le parc réamménage entièrement l'hôtel Les Loges qui se voit attribuer une troisième étoile[source secondaire souhaitée].
Le 3 mars 2025, Jérôme Giacomoni, cofondateur du Parc du Petit Prince annonce la vente de la société Aéroprince au groupe de gestion polonais Ptak, déjà propriétaire du parc Mandoria,.

## Situation géographique
Le Parc du Petit Prince est situé à environ 20 km de Mulhouse et 25 km de Colmar.

## Attractions
Le Parc du Petit Prince est un parc d’attractions qui propose des activités ludiques et éducatives pour tous les âges : manèges à sensations fortes, expositions interactives et spectacles.
Le parc propose 8 attractions à sensations. Le parc propose également des attractions ouvertes à un public plus jeune ainsi que 6 spectacles.

## Photos

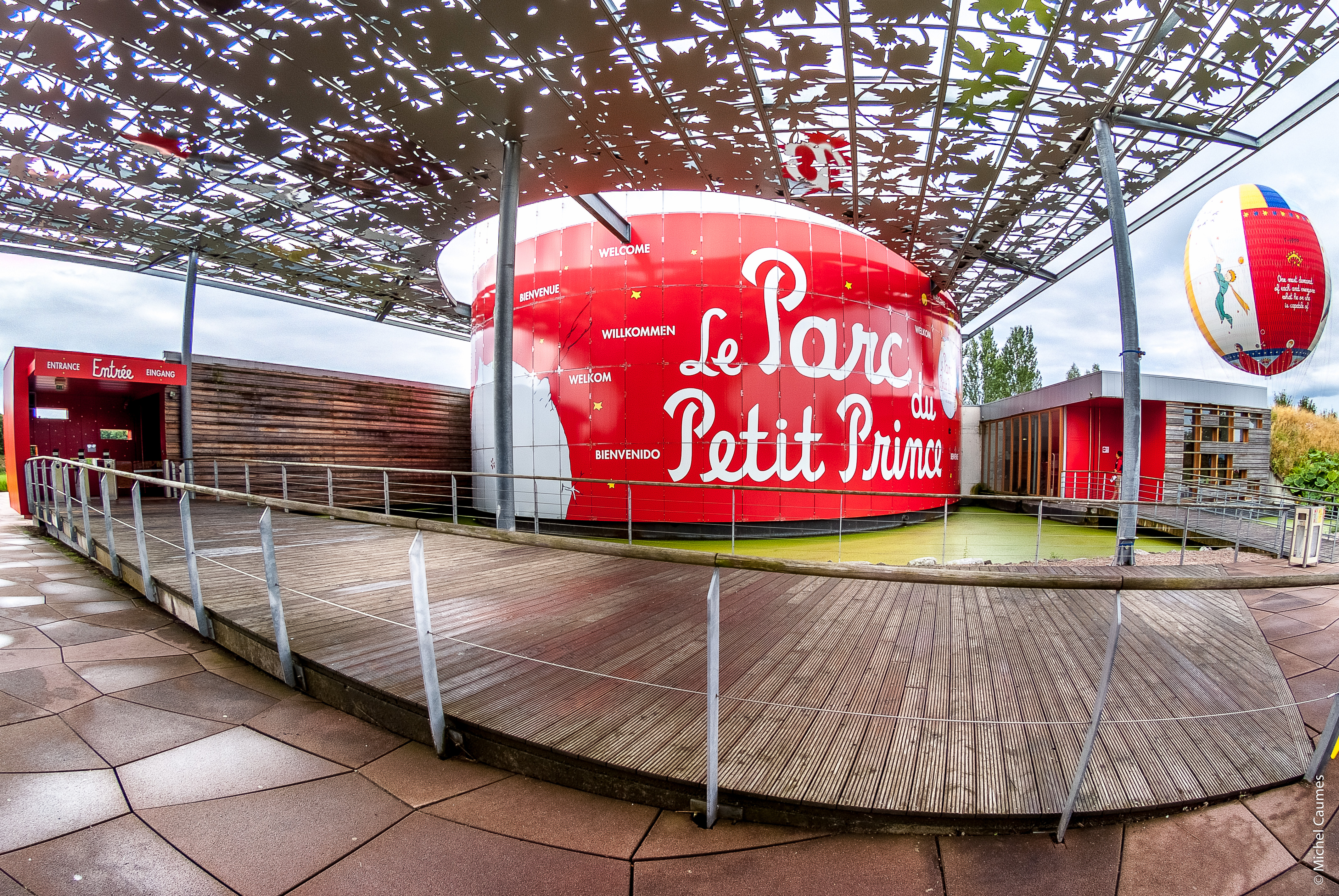
Entrée du parc
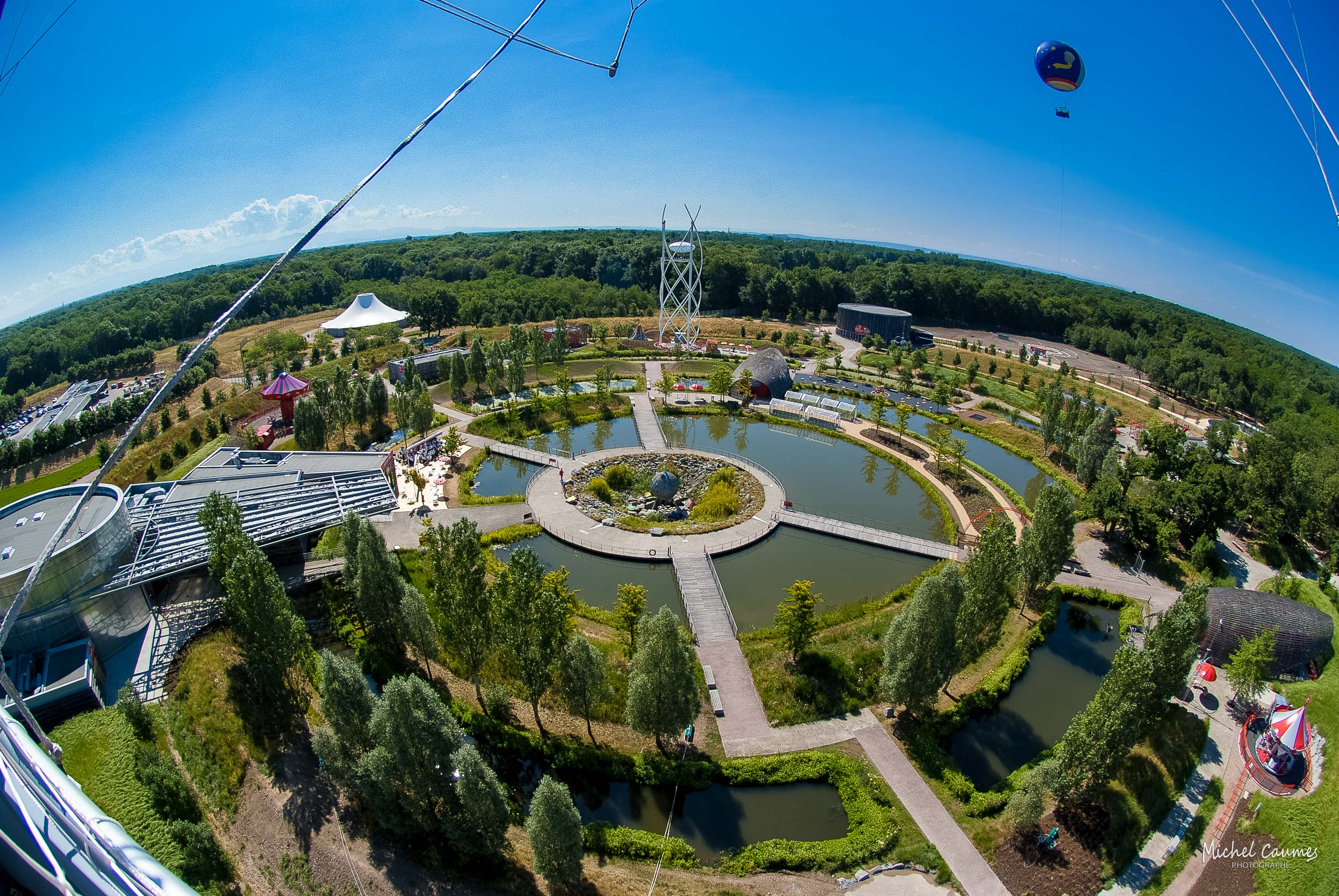
Vue aérienne depuis le Ballon du Roi
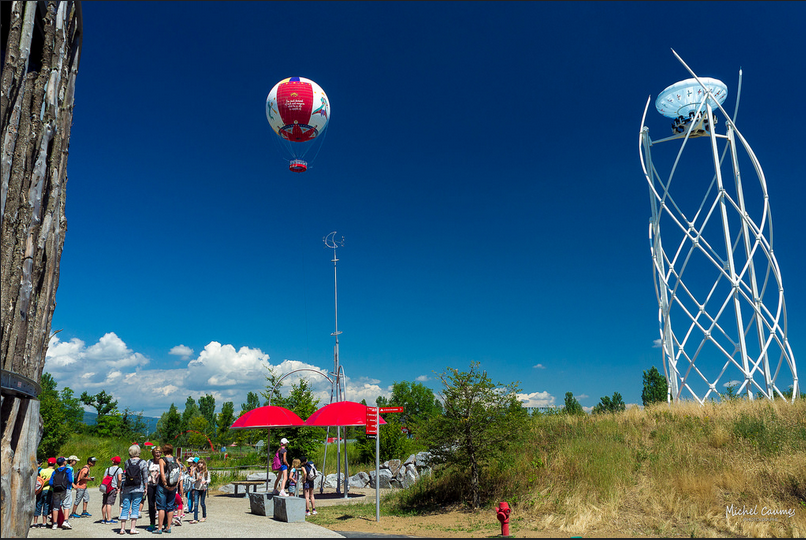
Le Ballon du Roi et l'Aerobar
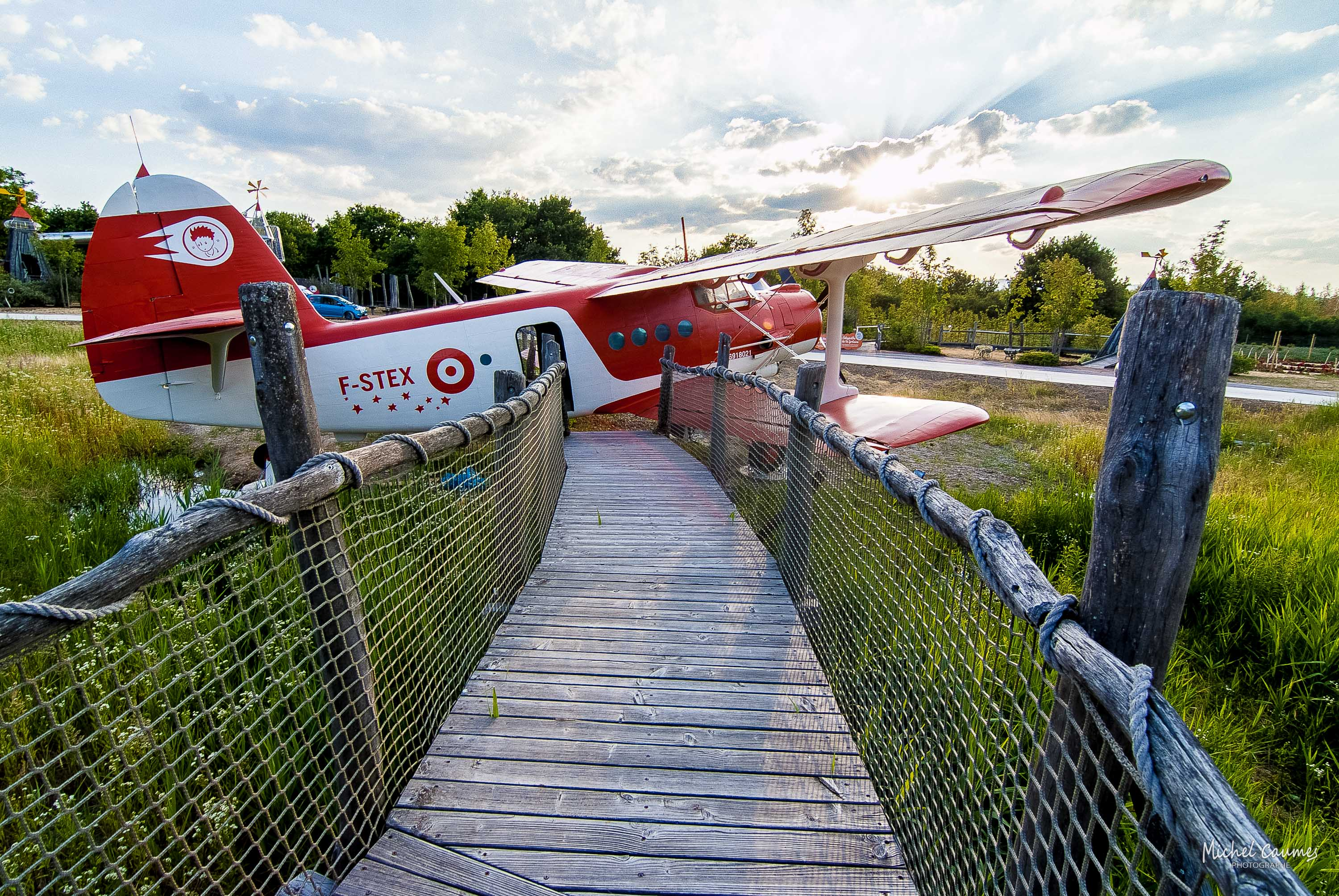
L'Antonov An-2, biplan légendaire
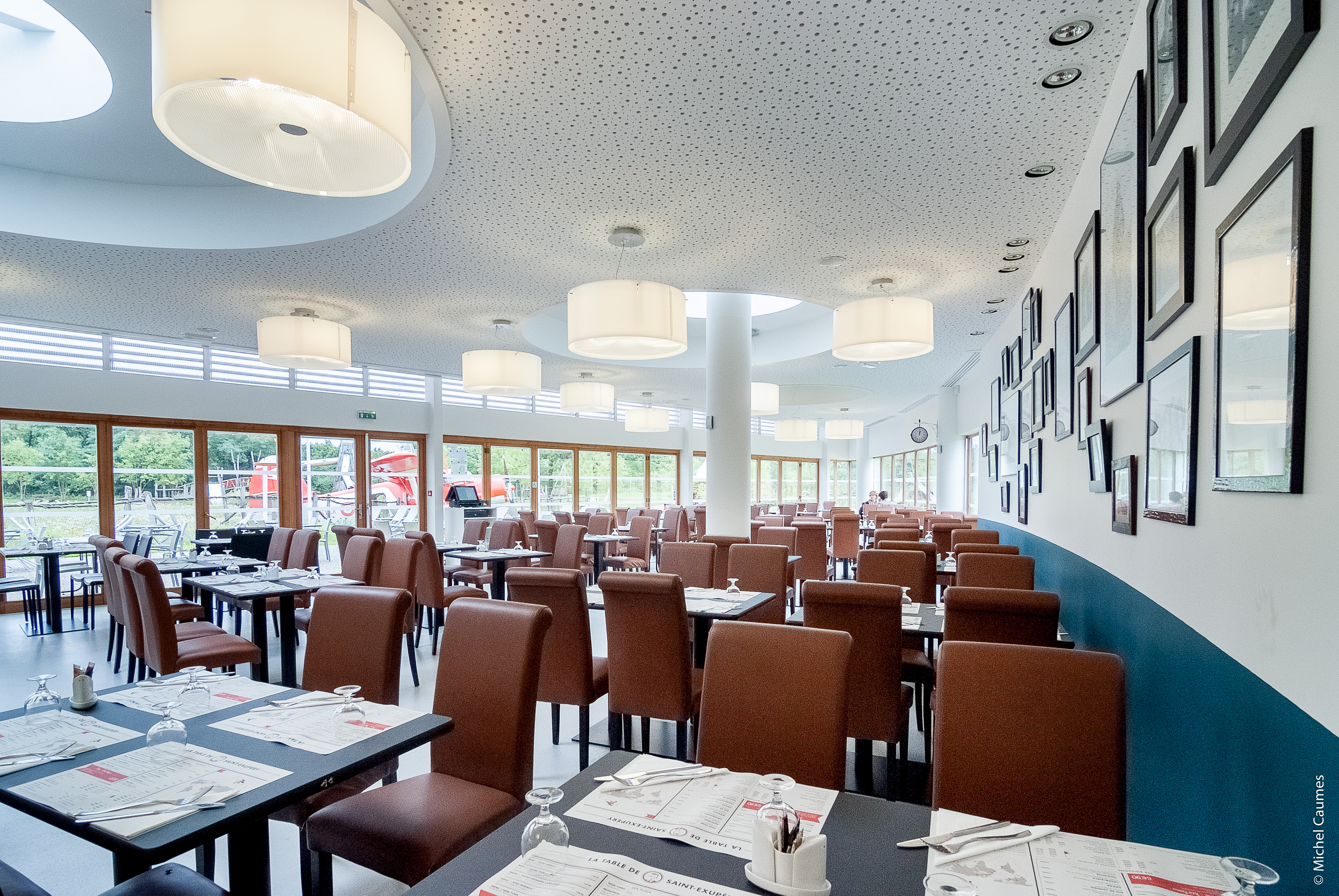
Restaurant La Table de Saint-Exupéry
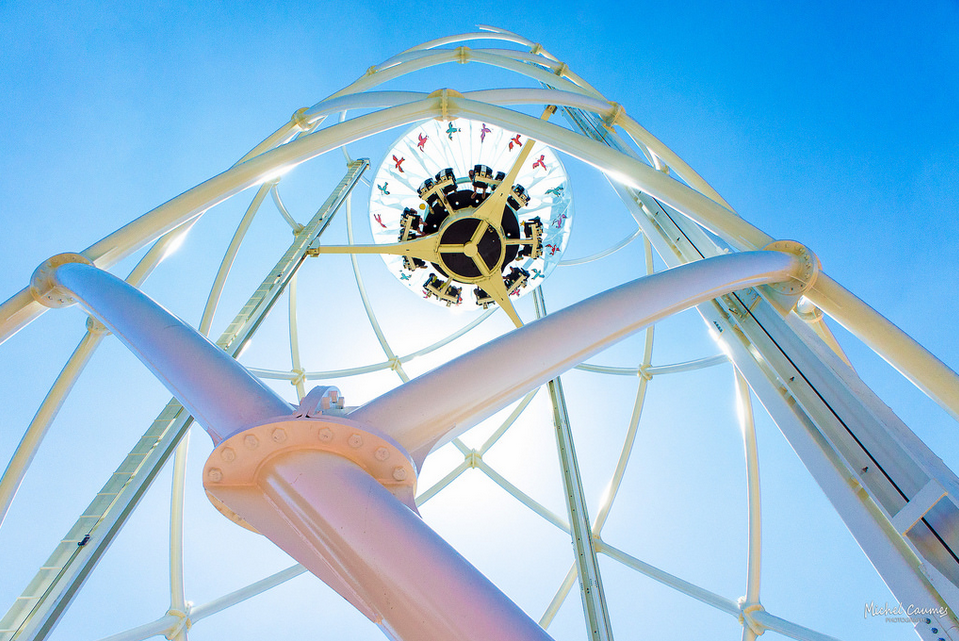
L'Aerobar du Buveur
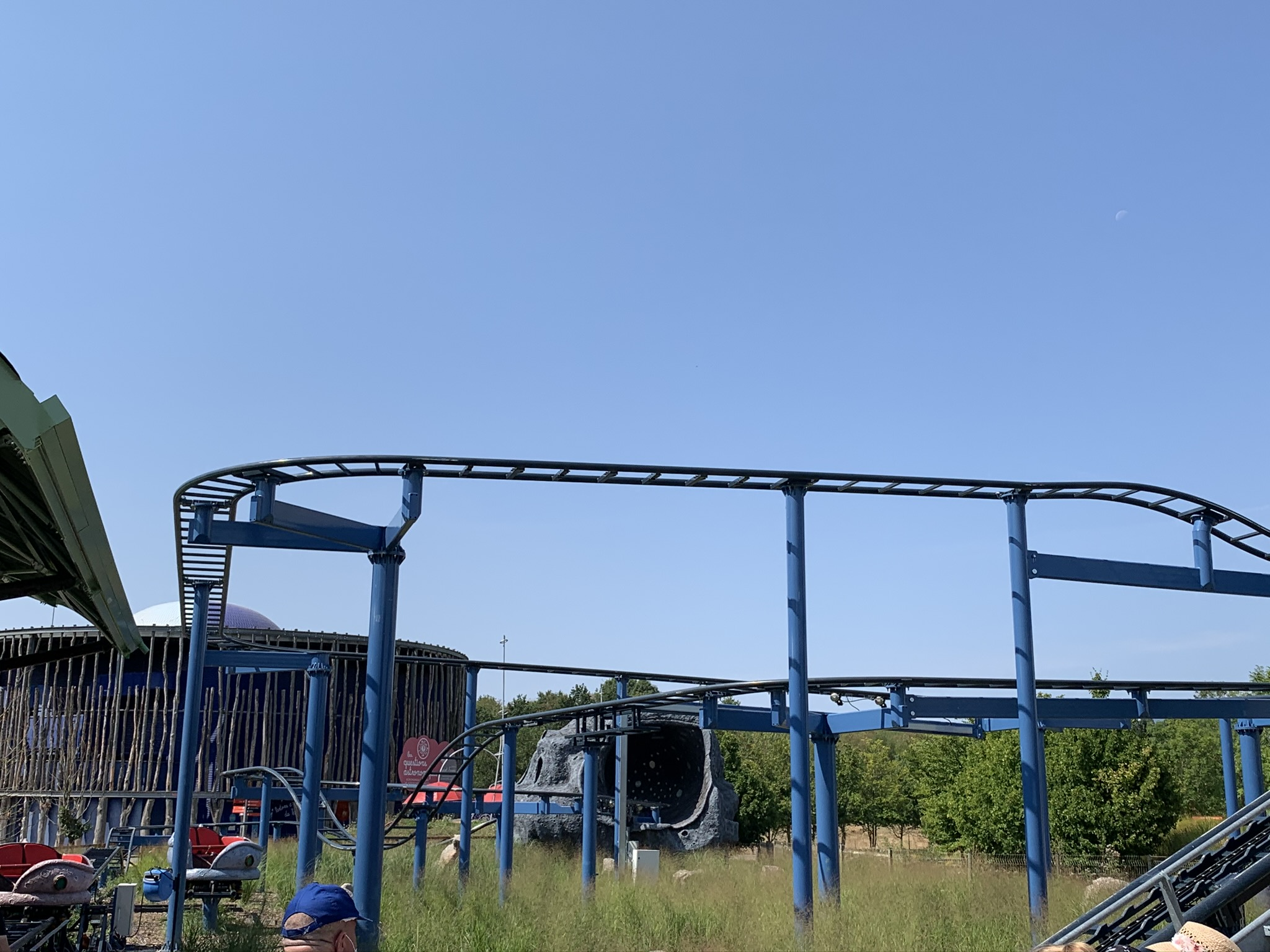
Pierre de Tonnerre
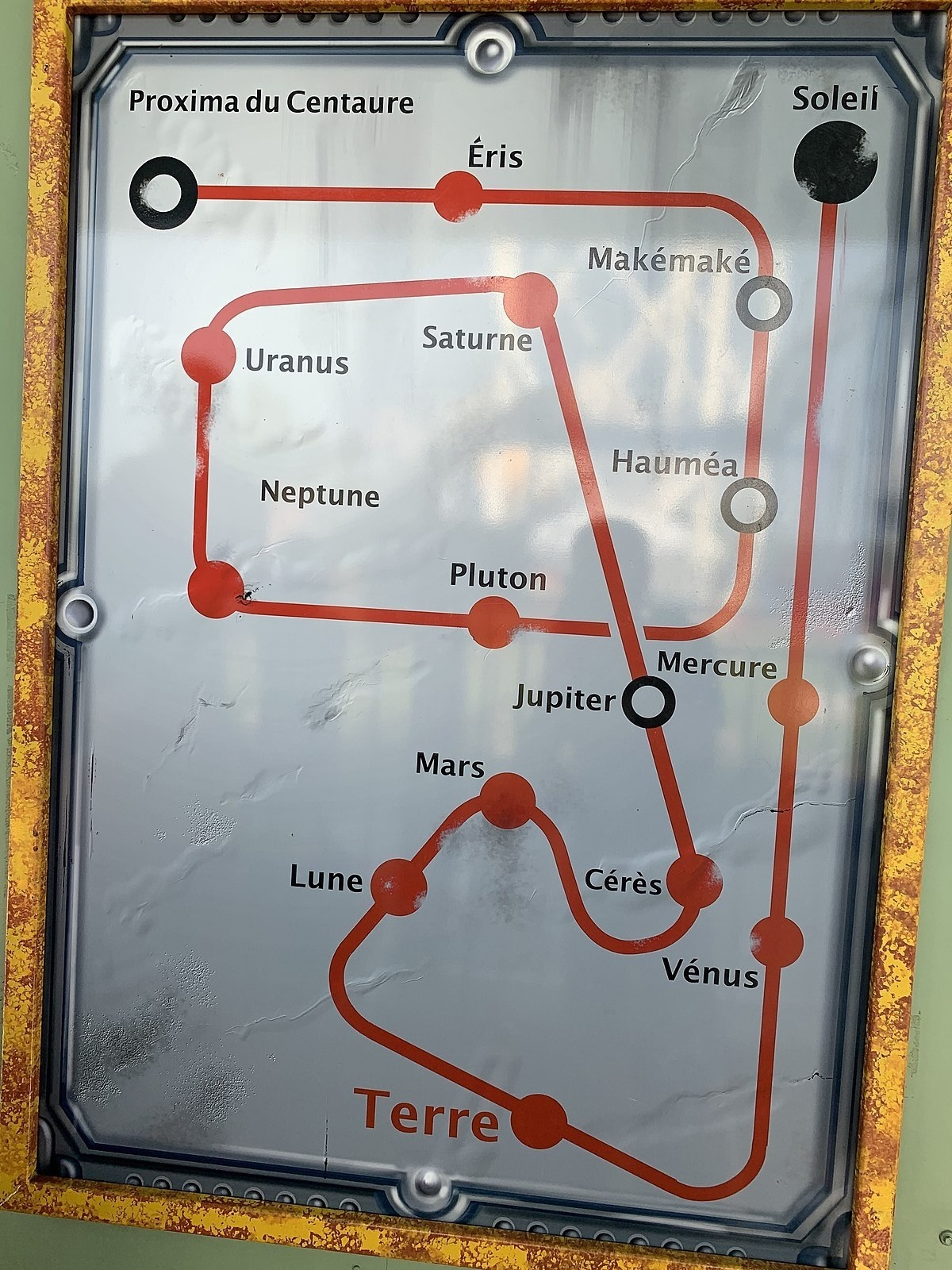
Pierre de Tonnerre
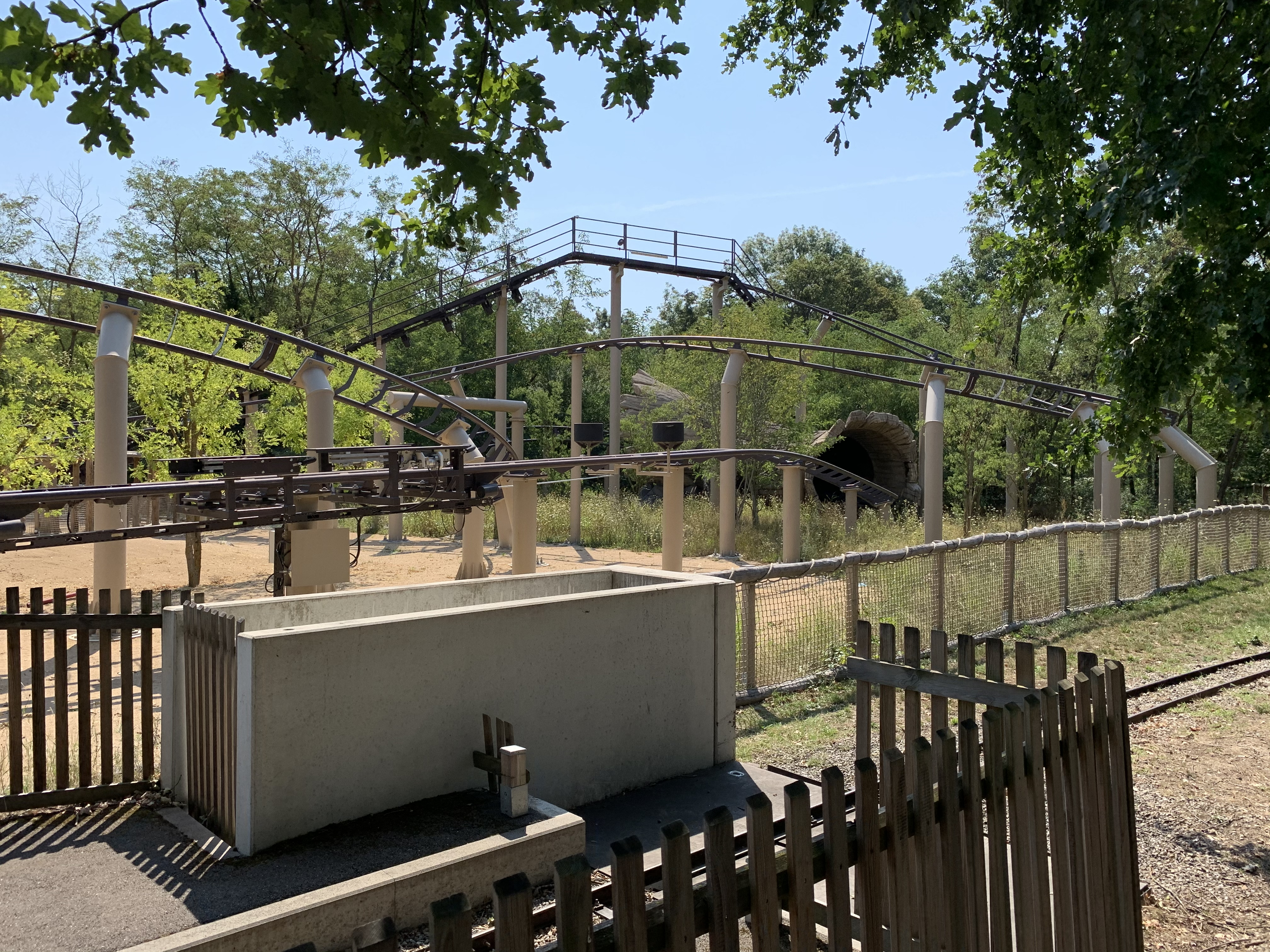
Le Serpent
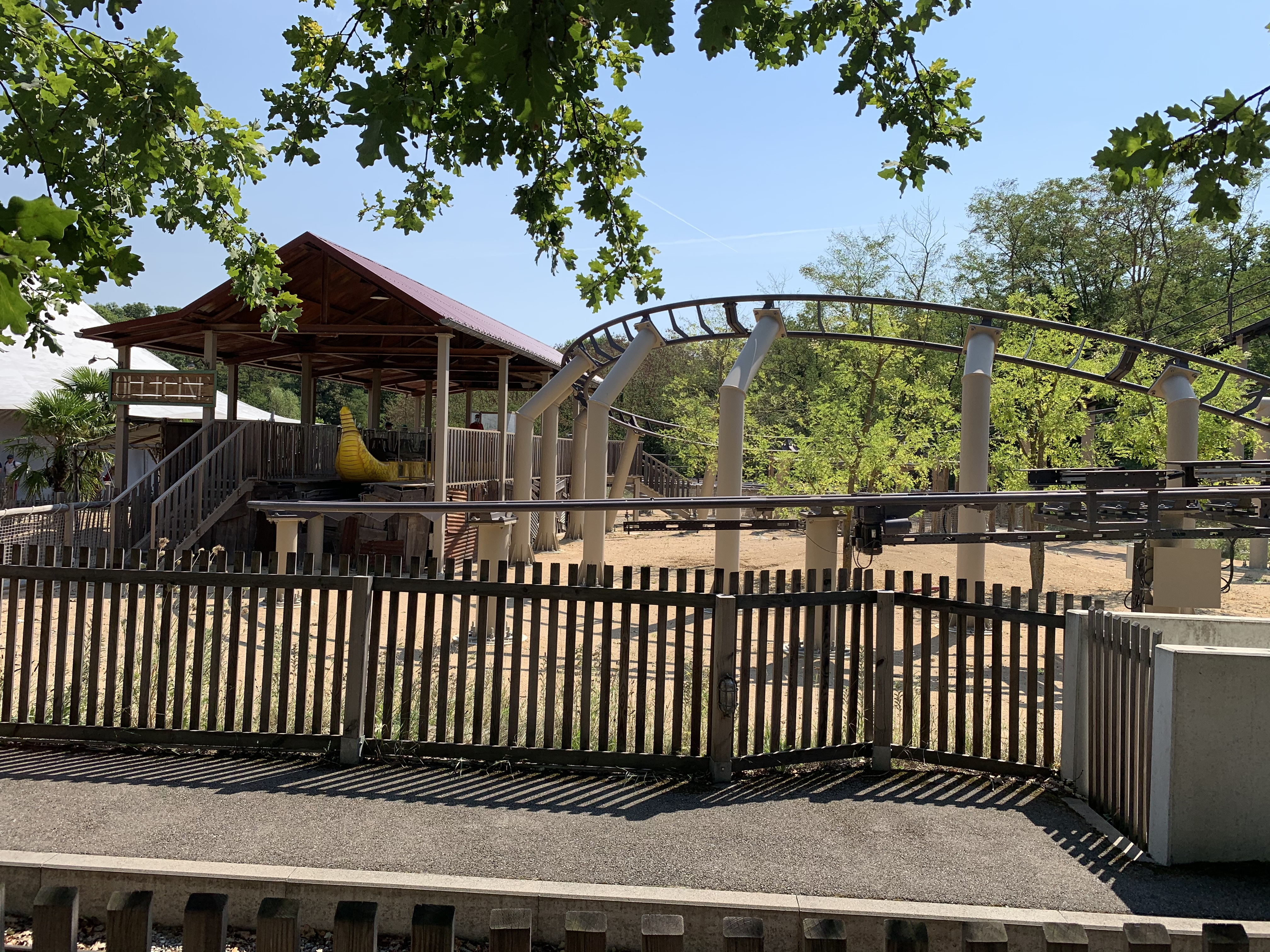
Le Serpent
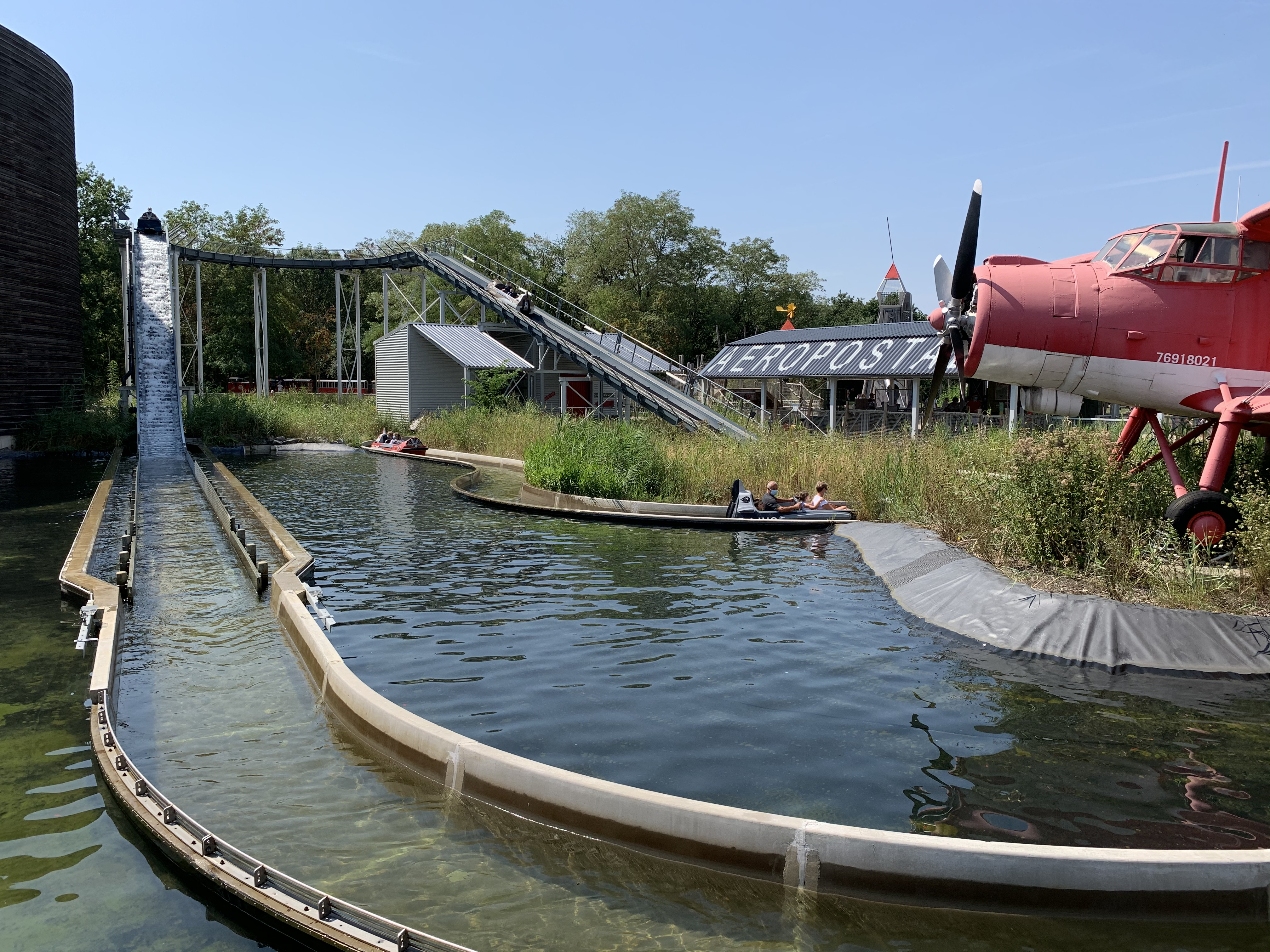
Atlantique Sud